# Вознесенівський район
Вознесе́нівський райóн — адміністративно-територіальна одиниця міста Запоріжжя, названий на честь історичного селища Вознесенки (Вознесенівки). Район утворений 21 січня 1939 року під назвою Орджонікідзевський (на честь Серго Орджонікідзе). Сучасну назву отримав 19 лютого 2016 року. В межах, що були встановлені 1995 року, район охоплює території 50,78 км².

## Населення
Станом на 1 січня 2016 року населення району становить 101,5 тисяч осіб.
Найбільша чисельність населення в районі спостерігалась в 1970-х роках, пізніше спостерігається тенденція до зменшення населення:
| Рік                    | 1959    | 1970    | 1979    | 2001  | 2010    | 2011    | 2016  |
| ---------------------- | ------- | ------- | ------- | ----- | ------- | ------- | ----- |
| Чисельність, тис. осіб | 156,617 | 170,418 | 152,514 | 106,3 | 102,794 | 102,267 | 101,5 |

### Мовний склад
Рідна мова населення за даними перепису 2001 року:
| Мова       | Чисельність, осіб | Доля     |
| ---------- | ----------------- | -------- |
| Українська | 38 606            | 37,52 %  |
| Російська  | 62 024            | 60,29 %  |
| Інше       | 2 251             | 2,19 %   |
| Разом      | 102 881           | 100,00 % |

## Загальні відомості
Територія району охоплює центральну частину міста, на його території розташовано більшість адміністративних установ, зокрема Запорізька обласна рада, Запорізька обласна державна адміністрація та Запорізька міська рада.
4-6 вересня 1970 року місто Запоріжжя пафосно святкувало  200-річчя заснування. Одним із пунктів програми стало відкриття пам'ятної кам'яної брили в одному із найжвавіших місць міста — навпроти універмагу «Україна», яка була встановлена як зобов'язання городян увічнити пам'ять про цей ювілей — звести на цьому місці монумент на честь 200-річчя міста. Однак цього монументу так і не вдалося звести і за 50 років.
У 1995 році до території району було включено також острів Хортицю та Мала Хортиця, відомі численними археологічними та історичними пам'ятками. Серед освітніх закладів району — Запорізький державний медичний університет та музичне училище, серед розважальних — Запорізький державний цирк.

## Промисловість
Основні промислові підприємства району:
- ВАТ «Український графіт»
- ВАТ «Запорізький виробничий алюмінієвий комбінат»
- ТОВ "Науково-виробничий комплекс «Запоріжавтопобутхім»
- ТОВ «Фьюче ЛТД»
- ПАТ «Ферротрейдінг»
- ТОВ «Запорізький авторемонтний завод»
- ПАТ «Запорізький електроапаратний завод»
- ПАТ "Завод «Запоріжавтоматика»
- ПП НВФ «Рада»
- ТОВ «Механічний завод № 1»
- Приватна фірма «Інтерном»
- ТОВ «Полігон-Авто»
- ДП «Пластик» ВАТ «Запоріжсантехмонтаж»
- ТОВ «Запорізький завод побутової техніки»

## Соціальна сфера

### Охорона здоров'я
Перелік медичних закладів:
- КУ «Центральна лікарня Вознесенівського району»
- КУ «6 міська клінічна лікарня»
- КУ «Обласна інфекційна клінічна лікарня»
- КУ «Обласна психіатрична лікарня» Запорізької обласної ради
- КУ «Міська клінічна лікарня екстреної та швидкої медичної допомоги»
- КУ «Обласний медичний центр серцево-судинних захворювань»
- КУ «Міська дитяча клінічна поліклініка № 2»
- КУ «Дитяча міська стоматологічна поліклініка»
- ТОВ «ВітаЦентр»
- Поліклінічне відділення КУ «Запорізький обласний центр з профілактики та боротьби зі СНІДом» Запорізької обласної ради
- КУ «Міська стоматологічна поліклініка № 4»
- КУ «Міський пологовий будинок № 5»
- КЗ «Обласний дошкільний психоневрологічний центр санаторного типу» Запорізької обласної ради
- КУ «Запорізька обласна станція переливання крові» Запорізької обласної ради
- КУ «Міський протитуберкульозний диспансер № 2»
- КЗ «Хортицький національний навчально-реабілітаційний багато профільний центр» Запорізької обласної ради
- КУ «Запорізький обласний центр реабілітації репродуктивної функції людини»

### Освіта
- Запорізький обласний інститут післядипломної педагогічної освіти Запорізької обласної ради
- Запорізький державний медичний університет
- Запорізький електротехнічний коледж Запорізького національного технічного університету
- Запорізький будівельний коледж
- Запорізький металургійний коледж Запорізької державної інженерної академії
- Запорізьке музичне училище ім. П. І. Майбороди

Три училища, 20 шкіл, 2 інтернати, 15 дитсадків, 7 бібліотек.
Палац культури «Дніпроспецсталь», комунальний заклад Палац культури «Орбіта», Комунальний заклад Палац культури «Титан». Національний заповідник «Хортиця», Музей історії запорозького козацтва, Запорізький обласний художній музей, Виставковий зал Запорізької організації Національної спілки художників України.

## Галерея

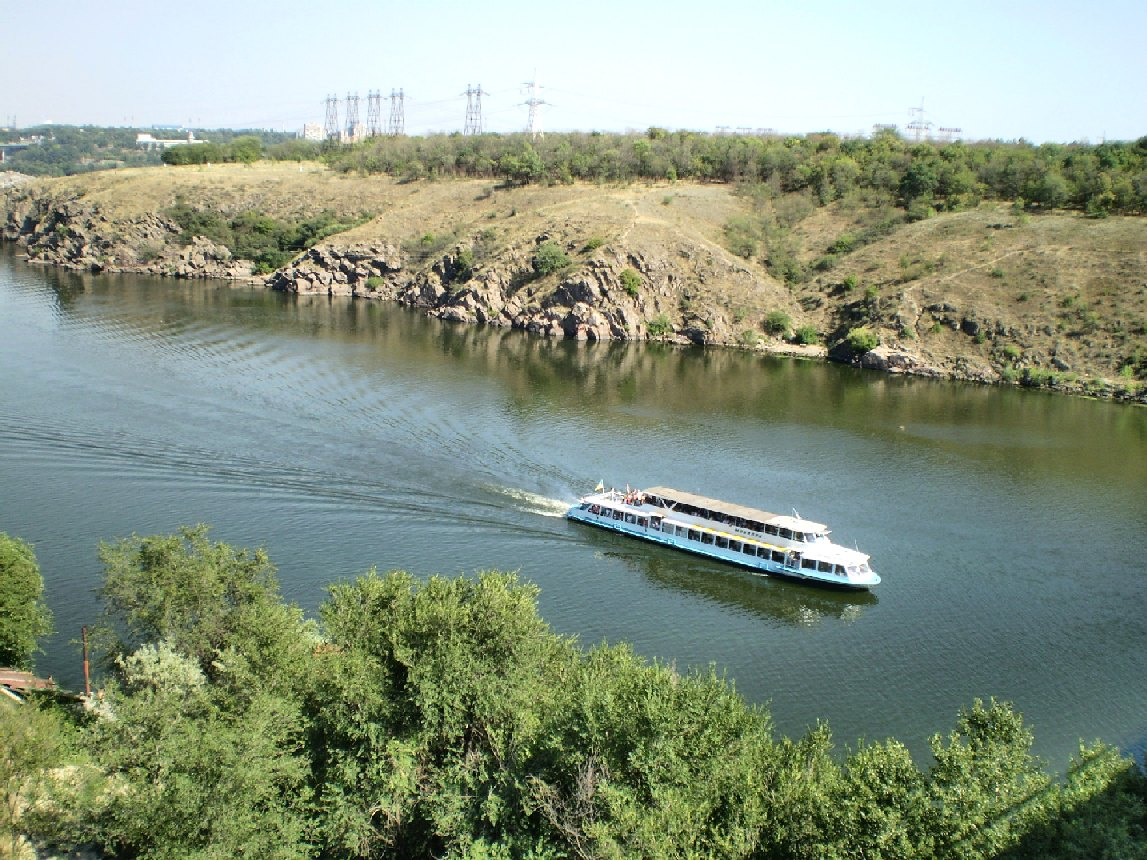
Скелясті береги острова Хортиця
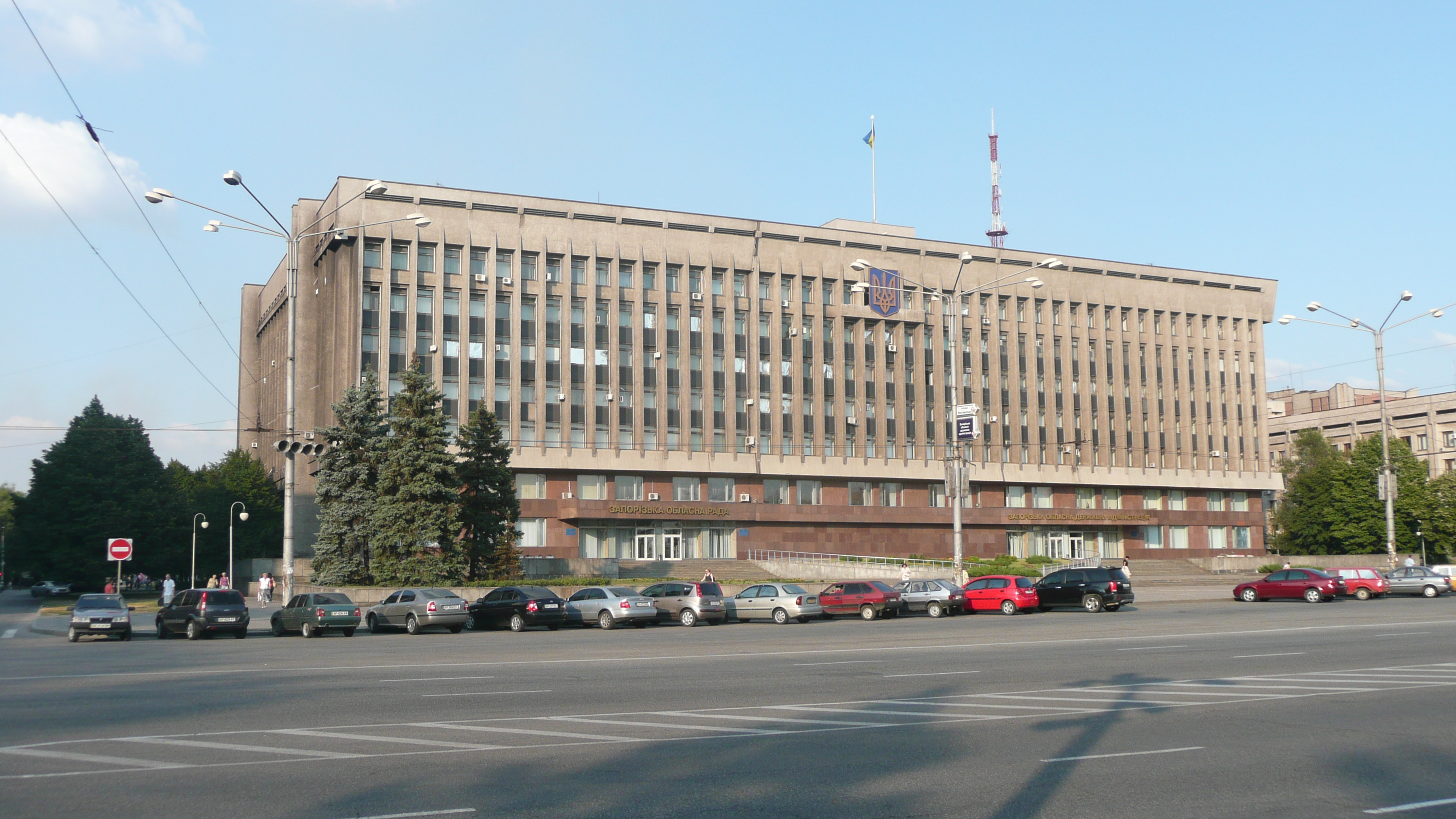
Будівля Запорізької обласної державної адміністрації
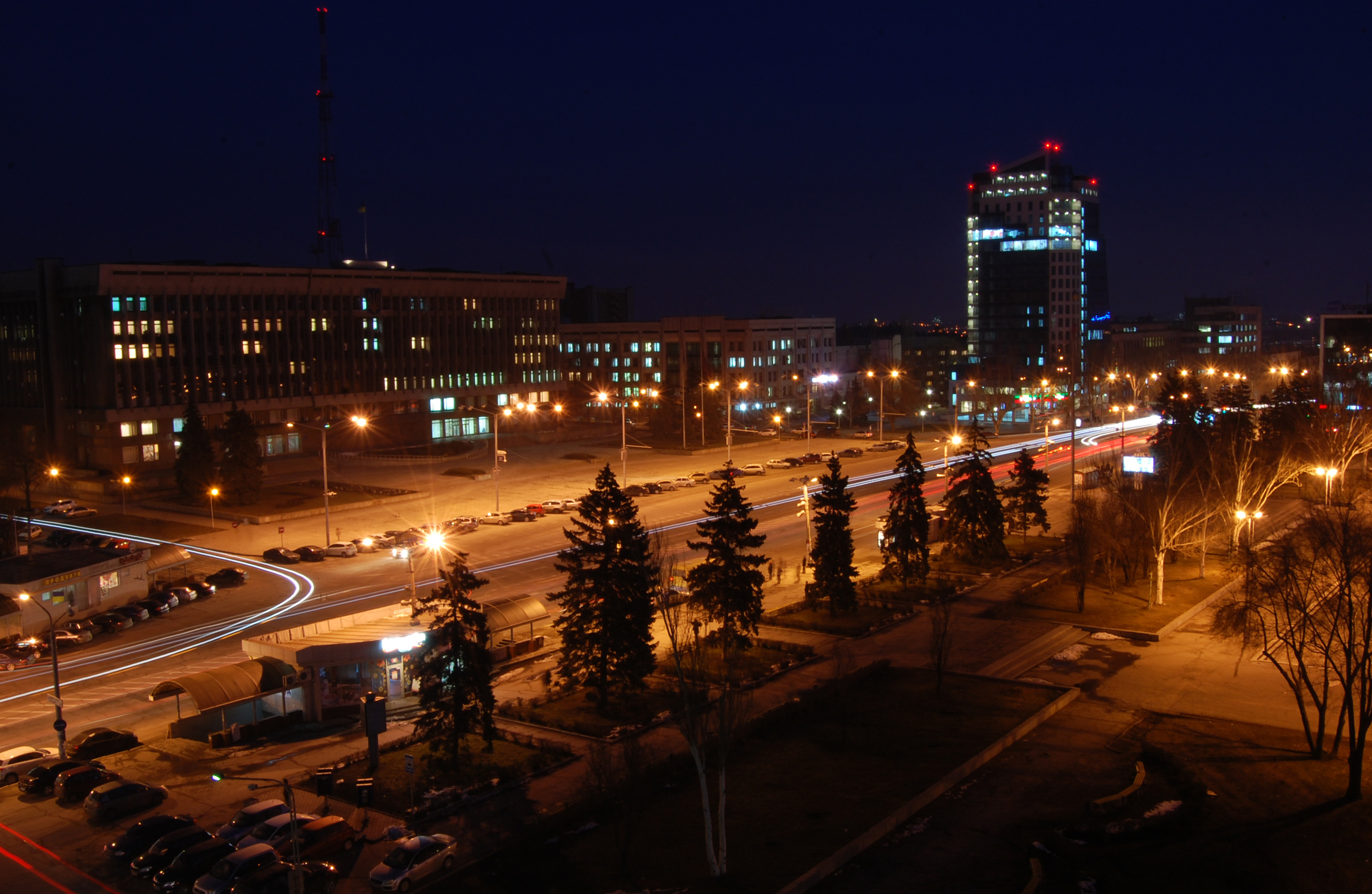
Центральна площа міста — Фестивальна
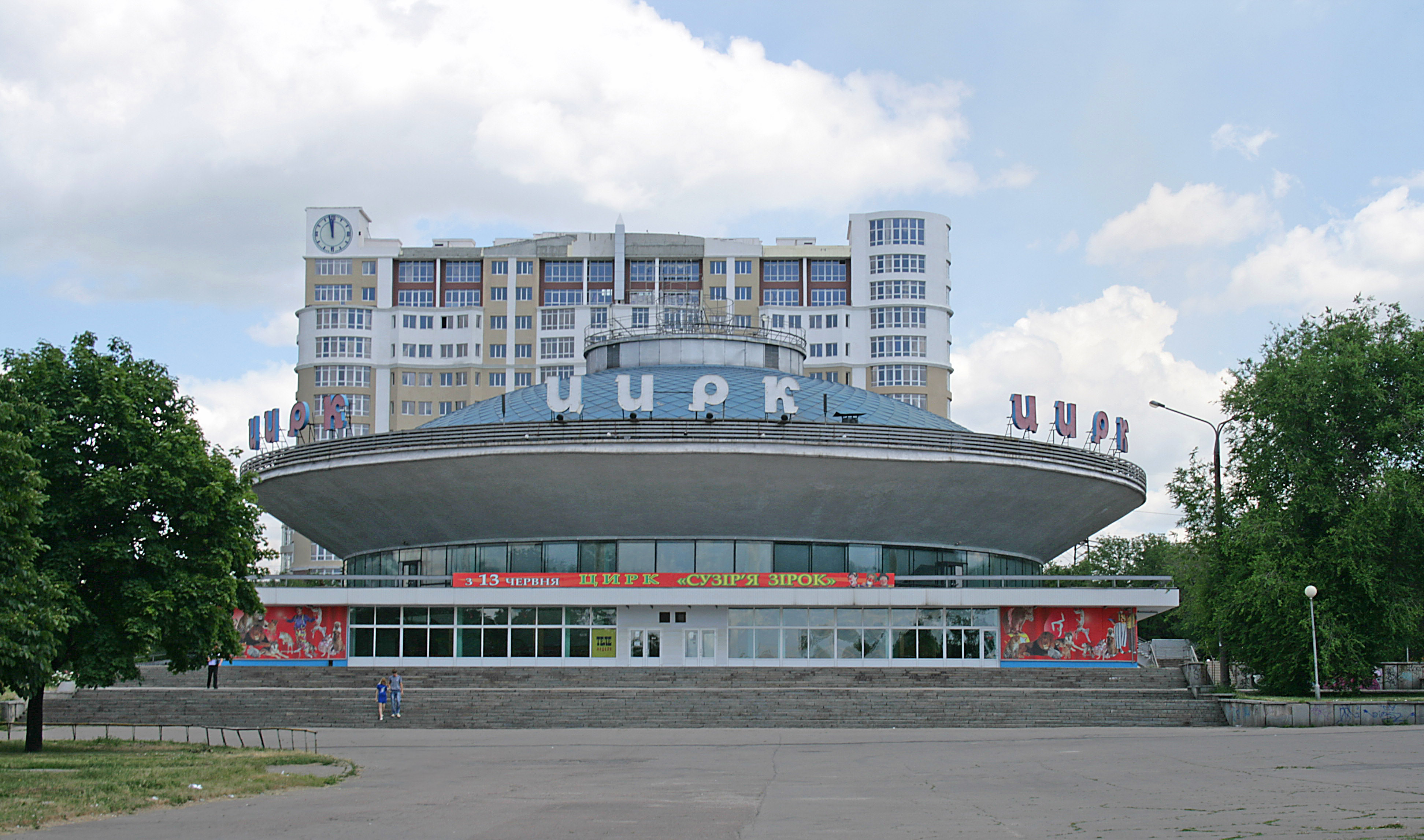
Запорізький державний цирк
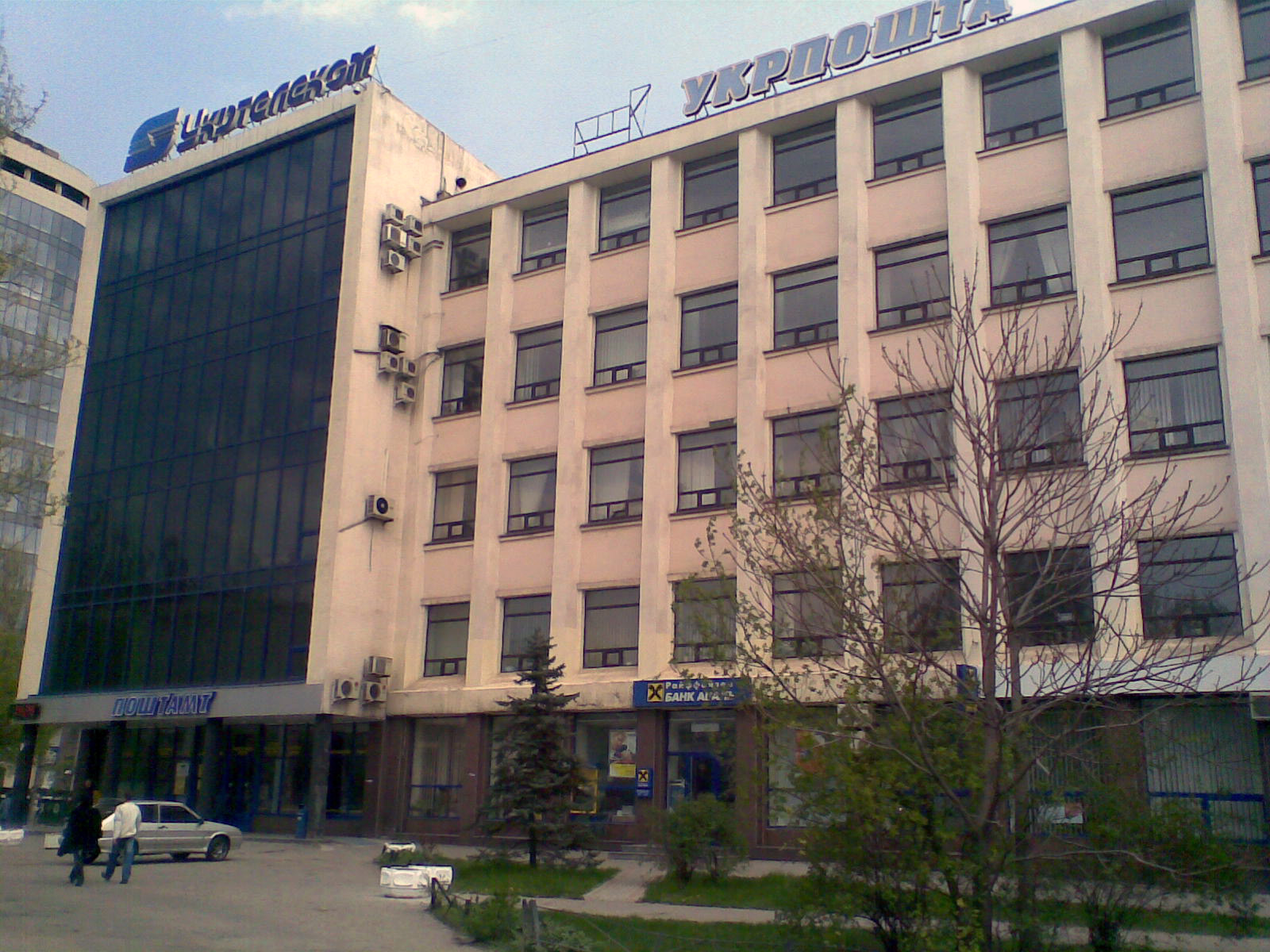
Головпоштамт
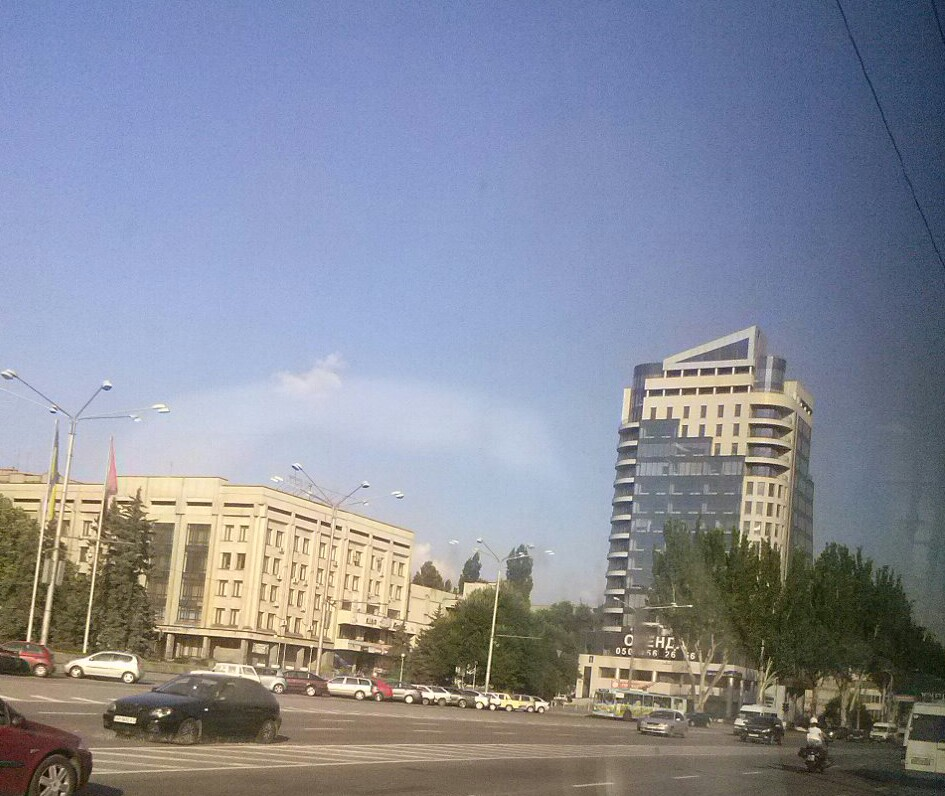
Бізнес-центр «Eco tower»
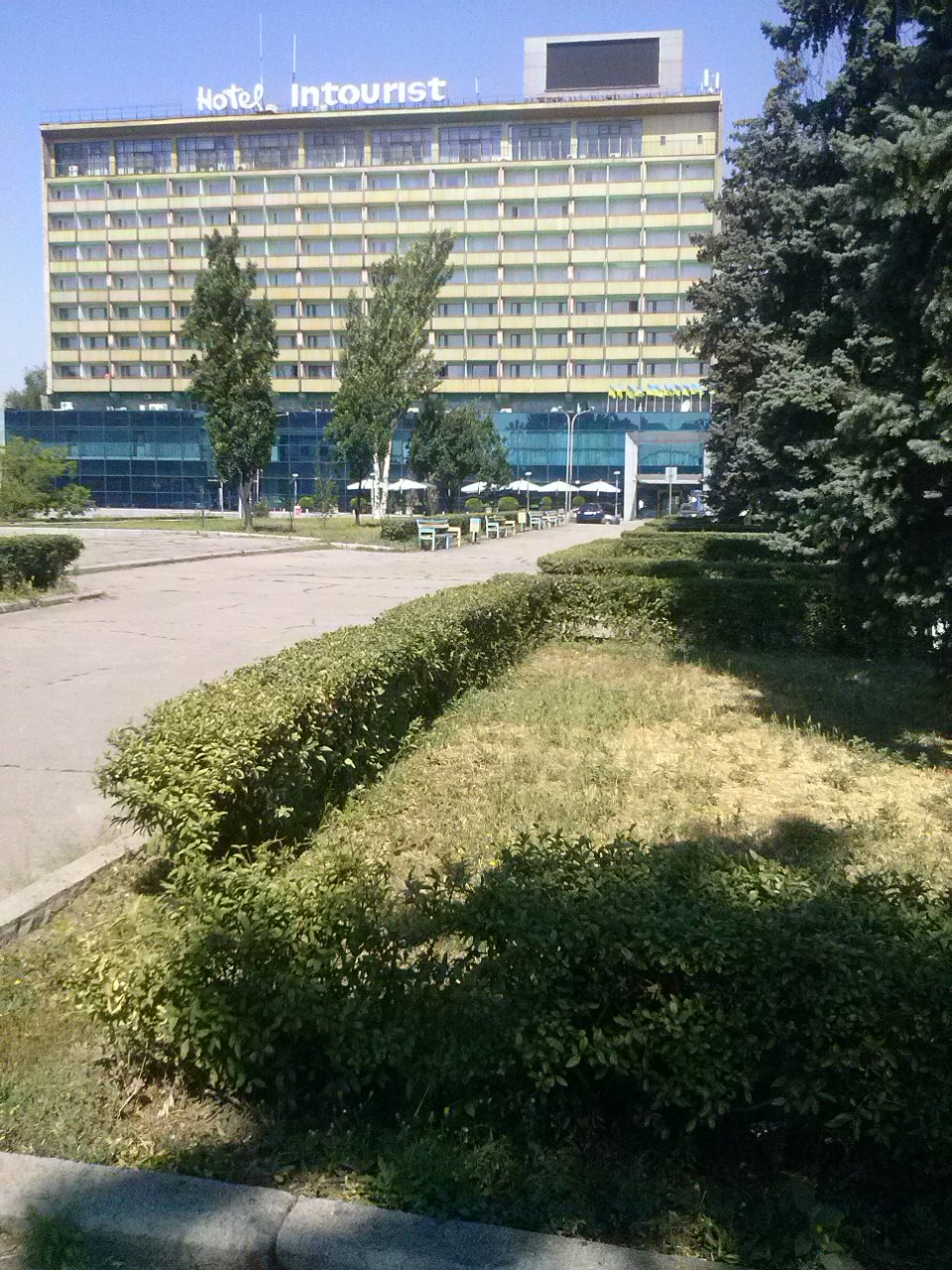
Готель «Intourist Hotel Zaporizhia»
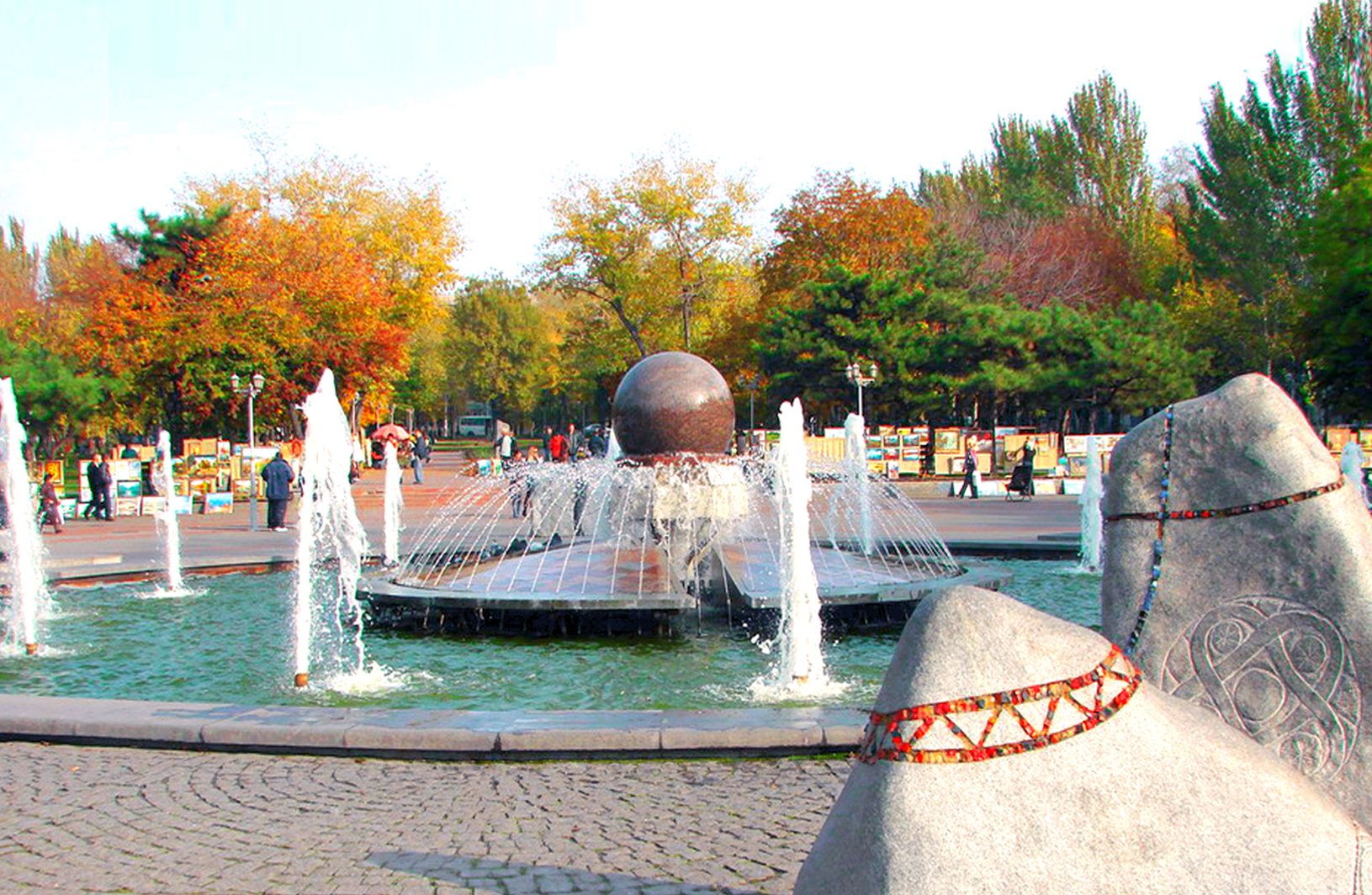
Площа Маяковського із «Фонтаном Життя» та Запорізьким вернісажем
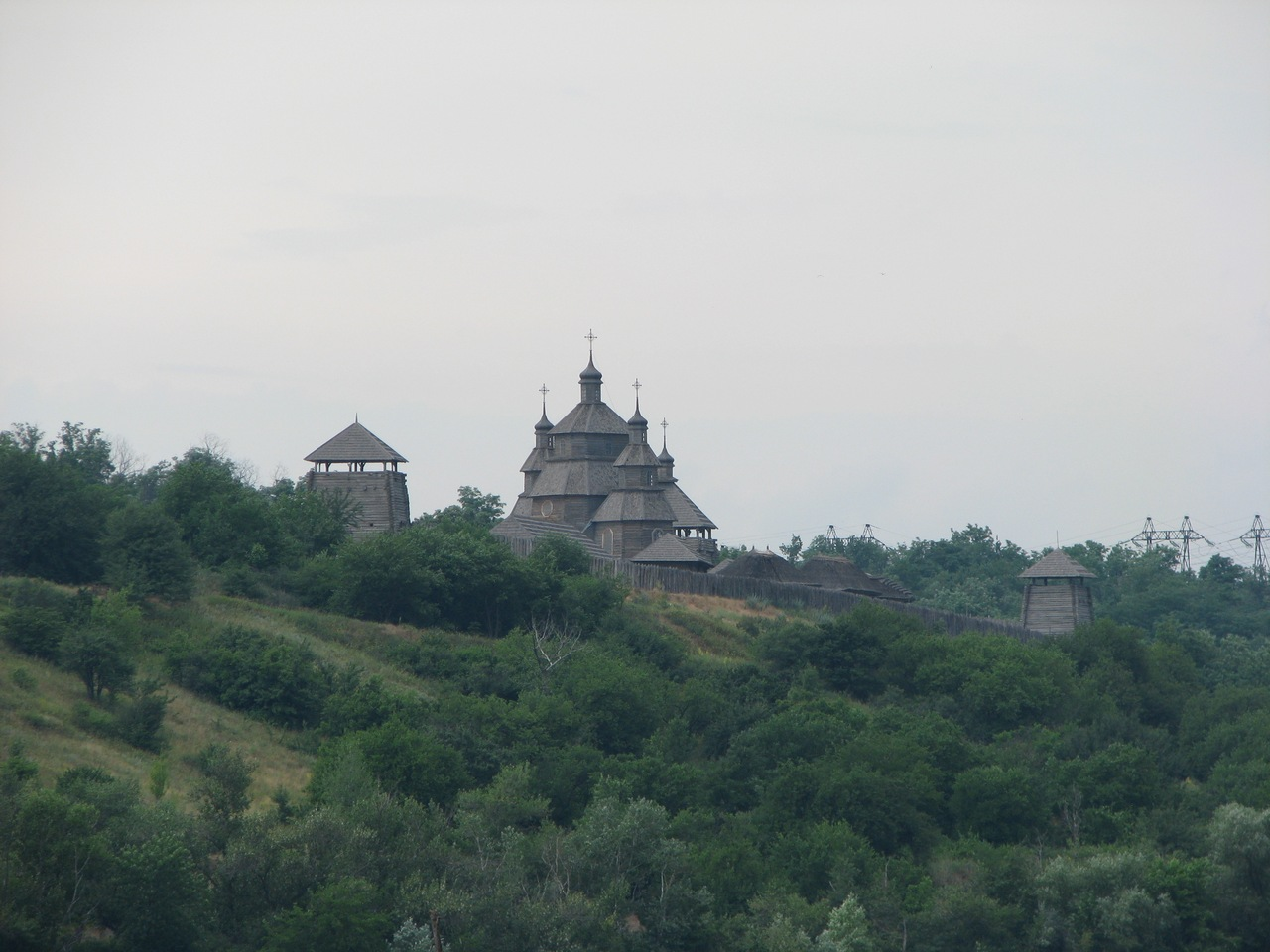
Національний заповідник «Хортиця»
Комплекс «Запорозька Січ» на о. Хортиця
Khortitsa Palace — 17-поверхові башти, побудовані в 2011 році
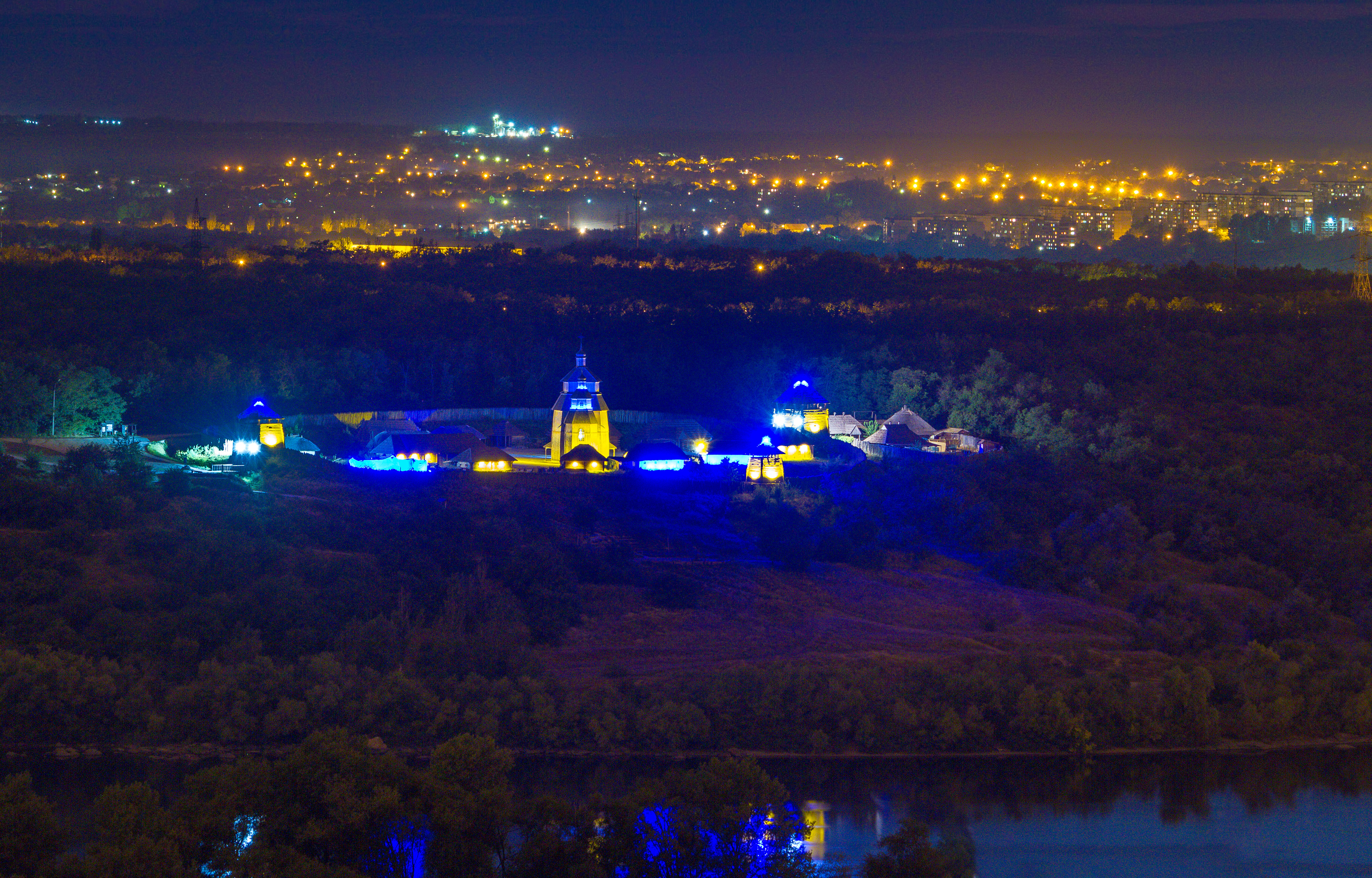
Нічна Хортиця